# Lista de religiões e tradições espirituais

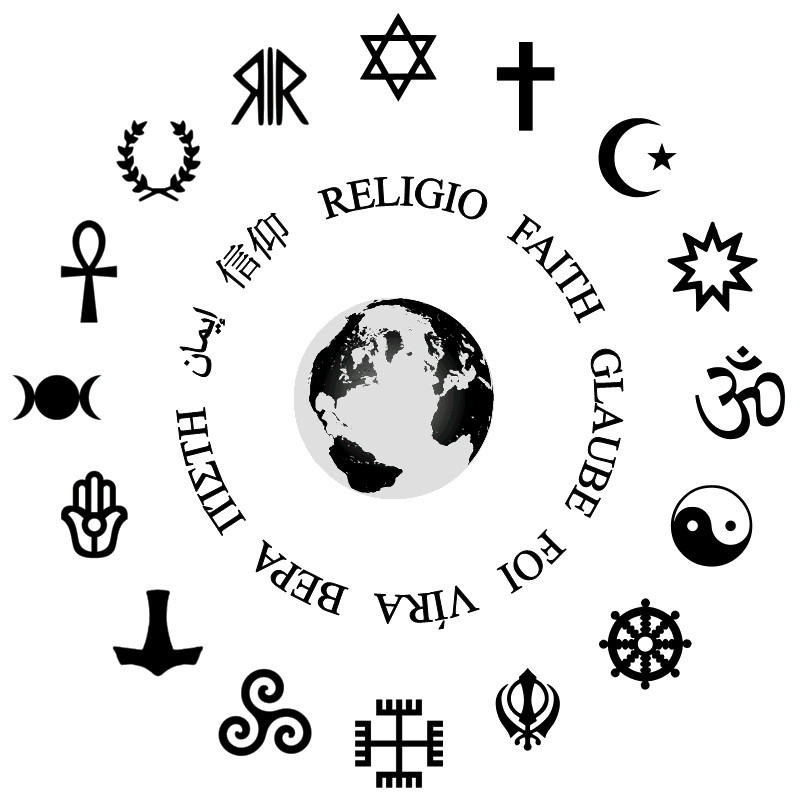
Símbolos religiosos em ordem de sentido horário a partir do topo: judaísmo, cristianismo, islamismo, fé bahá'í, hinduísmo, taoísmo, budismo, siquismo, neopaganismo eslavo, politeísmo celta, paganismo (paganismo germânico), neopaganismo semítico, Wicca, Kemetismo (paganismo egípcio), Helenismo (paganismo grego), neopaganismo ítalo-romano

Embora a palavra religião seja difícil de definir, um modelo padrão de religião usado em cursos de estudos religiosos a define como um
[…] sistema de símbolos que atua para estabelecer sentimentos e motivações poderosos, penetrantes e duradouros nos homens, formulando concepções de uma ordem geral de existência e revestindo essas concepções com tal aura de factualidade que os humores e motivações parecem singularmente realistas.
Muitas religiões possuem narrativas, símbolos, tradições e histórias sagradas que visam dar sentido à vida ou explicar a origem da vida ou do universo. Eles tendem a derivar moralidade, ética, leis religiosas ou um estilo de vida preferido de suas ideias sobre o cosmos e a natureza humana. De acordo com algumas estimativas, existem cerca de quatro mil e duzentas religiões, igrejas, denominações, corpos religiosos, grupos religiosos, tribos, culturas, movimentos, preocupações últimas, que em algum momento no futuro serão incontáveis.
A palavra religião às vezes é usada de forma intercambiável com as palavras "fé" ou "sistema de crenças", mas a religião difere da crença privada por ter um aspecto público. A maioria das religiões tem comportamentos organizados, incluindo hierarquias clericais, uma definição do que constitui adesão ou filiação, congregações de leigos, reuniões ou serviços regulares para fins de veneração de uma divindade ou para oração, lugares sagrados (naturais ou arquitetônicos) ou textos religiosos. Certas religiões também têm uma linguagem sagrada frequentemente usada em serviços litúrgicos. A prática de uma religião também pode incluir sermões, comemorações das atividades de um Deus ou deuses, sacrifícios, festivais, festas, transe, rituais, liturgias, cerimônias, cultos, iniciações, funerais, casamentos, meditação, invocação, mediunidade, música, arte, dança, serviço público ou outros aspectos da cultura humana. As crenças religiosas também têm sido usadas para explicar fenômenos parapsicológicos, como experiências fora do corpo, experiências de quase morte e reencarnação, juntamente com muitas outras experiências paranormais e sobrenaturais.
Alguns acadêmicos que estudam o assunto dividiram as religiões em três grandes categorias: religiões mundiais, um termo que se refere a crenças transculturais, internacionais; Religiões étnicas, que se refere a grupos religiosos menores, específicos de uma cultura ou de uma nação; e novos movimentos religiosos, que se referem a crenças recentemente desenvolvidas. Uma teoria acadêmica moderna da religião, o construcionismo social, diz que a religião é um conceito moderno que sugere que toda prática espiritual e culto segue um modelo semelhante às religiões abraâmicas como um sistema de orientação que ajuda a interpretar a realidade e definir o ser humano, e, portanto, acredita que a religião, como conceito, foi aplicada de forma inadequada a culturas não ocidentais que não são baseadas em tais sistemas, ou nas quais esses sistemas são uma construção substancialmente mais simples.

## Religiõesteístas
Estas são aquelas que creem em divindades. Costumam ser divididas entre monoteístas (que creem em apenas um deus) e politeístas (que creem em mais de um deus no mundo).

### Monoteísmo
O monoteísmo (do grego: μόν£ος, transl. mónos, "único", e θεός, transl. théos, "deus": único deus) é a crença na existência de apenas um deus. Diferencia-se do henoteísmo por ser este a crença preferencial em um deus reconhecido entre muitos.
| Monoteístas abraâmicas | Monoteístas abraâmicas | Monoteístas abraâmicas |
| --- | --- | --- |
| As religiões monoteístas abraâmicas baseiam-se em tradições do Oriente Médio iniciadas com Abraão, que acreditam em um deus supremo que criou o Universo, descrito como onipotente, onipresente, onisciente e por vezes onibenevolente. | | |
| Cristianismo | - Igreja Católica - Catolicismo independente - Ortodoxia - Protestantismo - Anglicanismo - Nestorianismo - Restauracionismo                                                        | Religião centrada nos ensinamentos de Jesus Cristo, foi desenvolvida nos dois primeiros séculos após a sua Ressurreição; carrega fortes heranças do Judaísmo. |
| Judaísmo | - Judaísmo humanístico - Judaísmo ortodoxo - Judaísmo reconstrucionista - Samaritanos - Judaísmo chassídico - Mashichismo - Judaísmo reformista - Judaísmo conservador             | Baseada na vida e ensinamentos de Moisés, entre outros. É a religião abraâmica mais antiga, fundada na Judeia pelo próprio Abraão. |
| Islã(o) | - Sunismo - Xiismo - Carijismo - Sufismo - Ibadismo - Fundamentalismo islâmico | Baseada na vida e ensinamentos do profeta árabe Maomé, também firmado em ensinamentos judaicos e cristãos. |
| Monoteístas não-abraâmicas | | |
| Religiões que acreditam em um só deus, porém um diferente daquele das religiões abraâmicas. | | |
| Atonismo | | |
| Ayyavazhi | | |
| Espiritismo | | Fundado em 1857, na França, por Allan Kardec, pseudônimo do professor Hippolyte Léon Denizard Rivail, a partir da investigação de fenômenos espirituais, quando então selecionou e compilou as respostas de espíritos (sérios e comprometidos) às suas perguntas a respeito da realidade espiritual. Kardec criou o nome "Espiritismo" e o definiu como "a doutrina fundada sobre a existência, as manifestações e o ensino dos espíritos". |
| Fé Bahá'í | | |
| Zoroastrismo | | Fundada na antiga Pérsia pelo profeta Zaratustra, a quem os gregos chamavam de Zoroastro. |
| Sikhismo | | Fundada em fins do século XV no Punjab(região dividida entre o Paquistão e a Índia) por Guru Nanak (1469-1539). |
| Seicho-no-ie | | É uma filosofia de origem japonesa (Shinshūkyō) fundada em 1930 e que se faz presente em todo o mundo, especialmente no Brasil. |
| Mitraísmo | | Foi uma religião de mistérios nascida na época helenística (provavelmente no século II a.C.) no Mediterrâneo Oriental, tendo se difundido nos séculos seguintes pelo Império Romano. |
| Religião tradicional chinesa | | Termo utilizado para descrever o conjunto de tradições étnicas e religiosas que têm sido o principal sistema de crenças da China e dos grupos étnicos chineses han por boa parte da história desta civilização até os dias de hoje. |
| Igreja Messiânica Mundial | | É uma instituição religiosa fundada em 1 de janeiro de 1935, no Japão, por Mokiti Okada (1882-1955) — cujo nome religioso é Meishu-Sama (Senhor da Luz). |
| Cientologia | | Conjunto de crenças e práticas relacionadas criado por L. Ron Hubbard (1911–1986), começando em 1952, como sucessor ao seus sistemas de autoajuda chamado Dianéticas. |
| Tenrikyo | | Originou-se a partir das revelações feitas a uma mulher japonesa chamada Miki Nakayama, cognominada de Oyassama pelos seus seguidores. |
| Cheondoísmo | | Movimento religioso coreano do século XX, baseado no movimento donghak fundado por Choe Je-u no século XIX, que teve suas origens nas rebeliões camponesas que surgiram a partir de 1812, durante a Dinastia Joseon. |
| Unitário-Universalismo | | Religião liberal que surgiu nos EUA, na década de 1960, após a união de unitaristas e universalistas. |
| Religiões de matriz africana | - Tradicionais africanas - Afro-americanas - Afro-caribenhas - Santería - Vodu - Afro-brasileiras - Batuque - Candomblé - Tambor de Mina - Xangô do Nordeste - Umbanda - Quimbanda | Conjunto de religiões cuja essência teológica e filosófica é oriunda das religiões tradicionais africanas. |
| Monoteístas não-abraâmicas satíricas | | |
| Religiões de caráter satírico que visam ou não parodiar as religiões existentes. | | |
| Pastafarianismo | | Origem satírica fundada por Bobby Henderson em 2005. |
| Maradonianismo | | Religião para celebrar o jogador de futebol argentino Diego Maradona como seu deus. |
| Discordianismo | | Religião baseada na adoração de Éris (também conhecida como Discórdia), a deusa greco-romana da discórdia e da confusão. Foi fundada em algum momento entre 1958 e 1959, após a publicação do seu (primeiro) livro sagrado, o Principia Discordia, escrito por Malaclypse the Younger. |
| Queda inteligente | | Uma paródia ao argumento do Design Inteligente, segundo a qual não existe a Lei da Gravidade e os objetos são puxados para baixo por uma "inteligência superior". |
| Jediísmo | | Movimento baseado nas ideias filosóficas e espirituais dos cavaleiros Jedis de Star Wars. |
| Bule celestial | | Uma analogia criada pelo filósofo Bertrand Russell (1872–1970) que tem por finalidade mostrar que a dificuldade de desmentir uma hipótese não torna esta verdadeira, e que não compete a quem duvida desmenti-la, mas quem acredita nela é que deve provar sua veracidade. |
| Igreja Unida do Bacon | | Igreja satírica a qual adora o bacon e que defende o fim da discriminação contra ateus, a separação entre igreja e estado e a taxação das igrejas. |
| Matrixismo | | Suposta religião com inspiração no filme Matrix. |
| Design não inteligente | | Resposta satírica ao design inteligente (DI), movimento criacionista apoiado por muitos círculos religiosos fundamentais. |

### Politeísmo
O politeísmo, nativo na maioria das culturas do mundo desde a antiguidade, admite a existência de vários deuses diferentes relacionados a diversos aspectos da natureza, da vida e do sobrenatural.
| Mitologias antigas                                                             | Mitologias antigas                                                                           | Mitologias antigas                                              | Mitologias antigas | Mitologias antigas |
| ------------------------------------------------------------------------------ | -------------------------------------------------------------------------------------------- | --------------------------------------------------------------- | ------------------ | ------------------ |
| As formas tradicionais de politeísmo presentes em muitos povos da antiguidade. |                                                                                              |                                                                 |                    |                    |
| Reconstructionista moderno                                                     | - Helenismo - Wicca - Xamanismo - Odinismo - Religio Romana - Druidismo - Kemetismo - Ásatrú | Reconstruções modernas de algumas dessas tradições mitológicas. |                    |                    |

### Teísmo indefinido
Seu conceito de Deus é complexo, e está vinculado a cada uma das suas tradições e filosofias.
| Monoteísmo/ Politeísmo | Monoteísmo/ Politeísmo                                        | Monoteísmo/ Politeísmo | Monoteísmo/ Politeísmo | Monoteísmo/ Politeísmo |
| --- | ------------------------------------------------------------- | --- | ---------------------- | ---------------------- |
| Seu conceito de Deus é complexo, e está vinculado a cada uma das suas tradições e filosofias ou acreditam em poderosas entidades sobrenaturais não precisamente definidas como divindades. |                                                               | |                        |                        |
| Hinduísmo | - Vixnuísmo - Xivaismo - Shaktismo - Vedanta - Brahma Kumaris | O hinduísmo engloba o bramanismo, isto é, a crença na "Alma Universal", Brâman; num sentido mais específico, o termo se refere ao mundo cultural e religioso, ordenado por castas, da Índia pós-budista. |                        |                        |
| Satanismo |                                                               | Composto por várias crenças ideológicas e filosóficas e fenômenos sociais. As características comuns entre elas incluem associação simbólica, admiração e até veneração ao personagem Satanás ou de outras figuras rebeldes similares, como Prometeu, e figuras libertadoras. |                        |                        |
| Luciferianismo |                                                               | Conjunto de crenças cuja base encontra-se fixada na figura de Lúcifer. Divide-se em luciferianismo tradicional ou teísta (crença em Lúcifer como um ser físico) e luciferianismo simbólico ou agnóstico (crença em Lúcifer como um símbolo de luz, conhecimento, crescimento individual e auto-aperfeiçoamento). |                        |                        |
| Ocultismo |                                                               | Refere-se ao "conhecimento do paranormal", em oposição ao "conhecimento do mensurável", geralmente referido como ciência. O termo é por vezes entendido como conhecimento do que "destina-se apenas a certas pessoas" ou que "deve ser mantido escondido", mas para a maioria dos praticantes ocultistas é simplesmente o estudo de uma realidade espiritual mais profunda que se estende além da razão pura e das ciências físicas. |                        |                        |
| Xintoísmo |                                                               | Religião tradicional japonesa. Presta culto aos espíritos da natureza e aos antepassados. |                        |                        |

### Sincretismo
| Sincretismo judaico-cristãos | Sincretismo judaico-cristãos | Sincretismo judaico-cristãos |
| ---------------------------- | ---------------------------- | --- |
| Judaísmo messiânico          |                              | Movimento que surgiu nos Estados Unidos durante a década de 1960, combinando elementos tradicionais judaicos com a crença de que Jesus seria o messias prometido na Tanakh. |

## Religiõesnão-teístas
São religiões que não acreditam em nenhuma forma de divindade, mas admitem a existência de outras características espirituais como reencarnação, energias, entre outros.
| Ayyavazhi        | | Religião dharmica que se originou no sul da Índia no século XIX. É considerada uma religião independente do Hinduísmo. |
| Budismo          | - - Vajrayana - Teravada - Mahayana - Budismo tibetano - Zen - Hinaiana - Reiyukai - Honmon Butsuryu-Shu - Nitiren - Terra Pura | Filosofia ou religião não teísta que surgiu originalmente na Índia por volta do século VI A.C. e abrange diversas tradições, crenças e práticas baseadas nos ensinamentos, o Darma (páli: Dhamma, sânscrito: Dharma), de Siddhartha Gautama, intitulado de Buddha. |
| Taoísmo          | | Tradição filosófica e religiosa originária do Leste Asiático que enfatiza a vida em harmonia com o Tao (romanizado atualmente como "Dao"). |
| Confucionismo    | | Sistema filosófico chinês criado por Confúcio. |
| Jainismo         | | Uma das religiões mais antigas da Índia, juntamente com o hinduísmo e o budismo, compartilhando com este último a ausência da necessidade de Deus como criador ou figura central.                                                                                  |
| Conscienciologia | | Movimento dissidente do Espiritismo e de influência Nova Era de cunho pseudocientífico fundado pelo médico e médium brasileiro Waldo Vieira. |
| Nova Era         | | Tem como característica, uma fusão de ensinos metafísicos, vivências espiritualistas, animistas e paracientíficas, com uma proposta de um novo modelo de consciência moral, psicológica e social.                                                                  |
| Tengriismo       | | Era uma antiga religião praticada pelos turcos e mongóis antes da propagação das chamadas Grandes Religiões (Budismo, Islamismo, Cristianismo). É centrada na divindade que representa o céu, Tengri                                                               |